# حیدرلوی بیگلر
حیدرلوی بیگلر، روستایی از توابع بخش نازلو و در شهرستان ارومیه استان آذربایجان غربی ایران است.

## جمعیت
این روستا در دهستان نازلوی شمالی قرار داشته و بر اساس سرشماری سال ۱۳۸۵ جمعیت آن ۴۲۰ نفر (۱۲۵ خانوار)
بوده‌است.